# I Think He Knows
"I Think He Knows" é uma canção da cantora e compositora norte-americana Taylor Swift, gravada para seu sétimo álbum de estúdio Lover (2019), lançado em 23 de agosto de 2019 através da Republic Records.  A faixa foi composta pela artista em conjunto com Jack Antonoff, com produção assinada por ambos.  "I Think He Knows" é uma faixa com elementos de funk e electropop, com os vocais em falsete de Swift sobre guitarras, um baixo profundo e uma batida de marcha com influências da década de 1980. Seu conteúdo lírico sugere uma conexão intensa e não verbal entre a narradora e seu interesse amoroso, onde ela acredita que ele entende os sinais que ela está enviando.
Swift performou "I Think He Knows" pela primeira vez durante sua sexta turnê, The Eras Tour, como uma "música surpresa" no concerto de Foxborough, Massachusetts, em 21 de maio de 2023.

## Antecedentes
Swift lançou seu sétimo álbum de estúdio Lover em 23 de agosto de 2019. A artista concebeu Lover a partir de um "lugar aberto, livre, romântico e caprichoso" de seu íntimo; ela acrescentou que o álbum parecia-lhe  "esteticamente muito diurno", enquanto seu antecessor, Reputation (2017), soava com "toda a paisagem urbana, escurecido". Swift afirmou que tentou "não fazer o álbum com nenhuma expectativa"; ela começou a "escrever tanto" que "sabia imediatamente que [Lover] provavelmente seria mais longo" do que seus outros discos de estúdio.

## Estrutura musical e conteúdo lírico
"I Think He Knows" é uma faixa de funk-pop com elementos de electropop e post-punk e uma atmosfera comparada aos musicais da Broadway. Críticos musicais comentaram que a faixa "evoca a marca de Carly Rae Jepsen do electropop influenciado pelo R&B da década de 1980". Na faixa, Swift examina o florescimento de um relacionamento, especulando o quanto o sujeito pode supor seus sentimentos por ele, além de mencionar o bairro Music Row. O tom bem-humorado da música começa com os vocais da artista acompanhados por estalos de dedos despojados e um baixo proeminente, construindo um refrão dramático cantado em falsete, pontilhado por suspiros e batidas fortes.

## Créditos
Créditos adaptados da Tidal. 
- Taylor Swift - vocal, compositor, produtor
- Jack Antonoff - produtor, compositor, violão, guitarra elétrica, teclados, programador, engenheiro de gravação, pessoal de estúdio
- John Rooney - engenheiro assistente de gravação, pessoal de estúdio
- Jon Sher - engenheiro assistente de gravação, pessoal de estúdio
- John Hanes - engenheiro de mixagem, pessoal de estúdio
- Serban Ghenea - misturadora, pessoal de estúdio
- Laura Sisk - engenheira de gravação

## Histórico de lançamento
| Região | Data                 | Formato                    | Gravadora        | Ref    |
| ------ | -------------------- | -------------------------- | ---------------- | ------ |
| Mundo  | 23 de agosto de 2019 | Download digital streaming | Republic Records | [ 19 ] |